# Tour du Limousin 2001
Il Tour du Limousin 2001, trentaquattresima edizione della corsa, si svolse dal 21 al 24 agosto 2001 su un percorso di 702 km ripartiti in 4 tappe, con partenza e arrivo a Limoges. Fu vinto dal francese Franck Bouyer della Bonjour davanti all'australiano Patrick Jonker e al francese David Moncoutié.

## Tappe
| Tappa  | Data      | Percorso                         | km    | Vincitore di tappa | Leader cl. generale |
| ------ | --------- | -------------------------------- | ----- | ------------------ | ------------------- |
| 1ª     | 21 agosto | Limoges > Saint-Yrieix-la-Perche | 169   | Franck Bouyer      | Franck Bouyer       |
| 2ª     | 22 agosto | Saint-Just-le-Martel > Ussel     | 166,5 | David Moncoutié    | Franck Bouyer       |
| 3ª     | 23 agosto | Ussel > La Souterraine           | 193,2 | Franck Laurence    | Franck Bouyer       |
| 4ª     | 24 agosto | La Souterraine > Limoges         | 173   | Gilles Bouvard     | Franck Bouyer       |
| Totale | Totale    | Totale                           | 702   |                    |                     |

## Dettagli delle tappe

### 1ª tappa
- 21 agosto: Limoges > Saint-Yrieix-la-Perche – 169 km

| Pos. | Corridore         | Squadra         | Tempo    |
| ---- | ----------------- | --------------- | -------- |
| 1    | Franck Bouyer     | Bonjour         | 3h56'49" |
| 2    | Patrick Jonker    | Big Mat         | a 4"     |
| 3    | Sébastien Hinault | Crédit Agricole | a 19"    |

| Pos. | Corridore     | Squadra | Tempo    |
| ---- | ------------- | ------- | -------- |
| 1    | Franck Bouyer | Bonjour | 3h56'43" |

### 2ª tappa
- 22 agosto: Saint-Just-le-Martel > Ussel – 166,5 km

| Pos. | Corridore       | Squadra       | Tempo    |
| ---- | --------------- | ------------- | -------- |
| 1    | David Moncoutié | Cofidis       | 4h21'54" |
| 2    | Florent Brard   | Festina       | a 1"     |
| 3    | Patrice Halgand | Jean Delatour | s.t.     |

| Pos. | Corridore     | Squadra | Tempo    |
| ---- | ------------- | ------- | -------- |
| 1    | Franck Bouyer | Bonjour | 8h18'38" |

### 3ª tappa
- 23 agosto: Ussel > La Souterraine – 193,2 km

| Pos. | Corridore          | Squadra    | Tempo    |
| ---- | ------------------ | ---------- | -------- |
| 1    | Franck Laurence    |            | 4h40'43" |
| 2    | Werner Riebenbauer | Nürnberger | s.t.     |
| 3    | Nico Mattan        | Cofidis    | s.t.     |

| Pos. | Corridore     | Squadra | Tempo     |
| ---- | ------------- | ------- | --------- |
| 1    | Franck Bouyer | Bonjour | 12h59'21" |

### 4ª tappa
- 24 agosto: La Souterraine > Limoges – 173 km

| Pos. | Corridore       | Squadra       | Tempo    |
| ---- | --------------- | ------------- | -------- |
| 1    | Gilles Bouvard  | Jean Delatour | 4h08'52" |
| 2    | Chris Wherry    | Mercury       | a 33"    |
| 3    | Plamen Stoyanov | Mercury       | s.t.     |

| Pos. | Corridore       | Squadra | Tempo     |
| ---- | --------------- | ------- | --------- |
| 1    | Franck Bouyer   | Bonjour | 17h08'46" |
| 2    | Patrick Jonker  | Big Mat | a 6"      |
| 3    | David Moncoutié | Cofidis | a 18"     |

## Classifiche finali

### Classifica generale
| Pos. | Corridore       | Squadra          | Tempo     |
| ---- | --------------- | ---------------- | --------- |
| 1    | Franck Bouyer   | Bonjour          | 17h08'46" |
| 2    | Patrick Jonker  | Big Mat-Auber 93 | a 6"      |
| 3    | David Moncoutié | Cofidis          | a 18"     |
| 4    | Florent Brard   | Festina          | a 21"     |
| 5    | Chris Wherry    | Mercury          | s.t.      |
| 6    | Gilles Bouvard  | Jean Delatour    | a 22"     |
| 7    | Nico Mattan     | Cofidis          | a 23"     |
| 8    | Patrice Halgand | Jean Delatour    | s.t.      |
| 9    | Bobby Julich    | Crédit Agricole  | s.t.      |
| 10   | Artur Babaitsev | Team Nürnberger  | s.t.      |